# Koninklijke Stadsfanfaren Izegem
De Koninklijke Stadsfanfaren Izegem zijn met aan zekerheid grenzende waarschijnlijkheid de oudste nog bestaande fanfare in België.
1806 is het bekende stichtingsjaar, alhoewel er in de archieven van de stad reeds in 1801 sprake is van een "musique de la ville". Het was Bernardus Crombez, die in de beginjaren met een groep muzikanten de stadsfeesten opluisterde. Twee eeuwen lang hebben de Stadsfanfaren de traditie met veel geestdrift verder gezet.
Er zijn weinig stoeten, officiële gebeurtenissen of grootse vieringen in Izegem waarop de plechtige of feestelijke klanken van de muziekvereniging ontbreken. Ook over de grenzen zijn ze graag geziene gasten en brengen ze muzikale kleur en vriendschap.
De Stadsfanfaren speelden sedert 1967 in ereafdeling en werden in 1980 zelfs nationaal Fedekam-kampioen.
De lat werd steeds hoger gelegd en in 2001 werden de Koninklijke Stadsfanfaren opgenomen in superieure afdeling. Daarmee behoren ze tot de toppers in de blaasmuziekwereld. Dit werd bevestigd in 2003 toen ze eerst provinciaal kampioen werden in superieure afdeling tijdens de Vlamo-wedstrijd voor HaFaBra en vervolgens in hetzelfde jaar op het nationale Vlamo-tornooi 89,5 % behaalden. Een climax en tevens de aanloop tot het "bicentennial"-jubileum was het behalen van de gouden medaille in de eerste afdeling op het Wereld Muziek Concours te Kerkrade in juli 2005.
In hun jubileumjaar 2006 behaalden de Koninklijke Stadsfanfaren een uitzonderlijke score op het Nationaal Vlamo Tornooi te Leuven en werden daarbij laureaat in superieure afdeling en kregen de titel Vlamo Ambassadeur. Hierdoor vertegenwoordigen de Koninklijke Stadsfanfaren Izegem om en bij de 1400 muziekverenigingen met een gezamenlijk ledenaantal van 70000 muzikanten.
Tevens werd in datzelfde jaar een eigen lokaal gebouwd, dat onderdak biedt aan meer dan 150 leden.
Sinds 1806 is aan het algemene concept van KSFI weinig veranderd. Twee eeuwen lang al blijft men trouw aan de specifieke fanfarebezetting, die gedragen wordt door de koperblazers. Net zoals hun verre voorgangers uit het stichtingsjaar zijn de muzikanten anno 2006 geestdriftige liefhebbers, die door een steeds betere vorming in het
muziekonderwijs en onder de leiding van een talentvol dirigent (Hans Demeurisse) het hoogste niveau weten te bereiken.

## Dirigenten
- 1806 - ???? Bernardus Crombez
- 1923-1966 René Vandekerckhove
- 1966-???? José Vandeplassche
- ???? - 1995 Willy Demey
- 1995 - heden Hans Demeurisse